# Bathytelesto rigida
Bathytelesto rigida är en korallart som beskrevs av Wright och Studer 1889. Bathytelesto rigida ingår i släktet Bathytelesto och familjen Clavulariidae. Inga underarter finns listade i Catalogue of Life.